# Natalus primus
Natalus primus là một loài động vật có vú trong họ Natalidae, bộ Dơi. Loài này được Anthony mô tả năm 1919.